# Суке, Ральф
Ральф Суке (родился 29 ноября 1968 г. в городе Манчинг, Германия) — немецкий профессиональный игрок в пул. Известен под прозвищами «Кайзер» и "Хирург". С 1981, он выиграл более 200 турниров, в частности он сорокаоднократный чемпион Германии и тридцатичетырехкратный чемпион Европы.
Он начал играть в пабе своих родителей в возрасте шести лет, тренируясь по пять часов в день. В четырнадцать лет он выиграл свой первый титул чемпиона Германии, будучи еще юниором. В 1985, Суке стал чемпионом Европы в командных соревнованиях, принеся победу команде Германии, а в 1986 выиграл первый индивидуальный чемпионат Европы. В 1997, он был награждён Silberne Lorbeerblatt (Silver Laurel Leaf), наивысшей спортивной наградой Германии, которую ему вручил лично президент Германии Роман Герцог.
На чемпионате мира 2006 года по «Девятке» в Маниле, он проиграл в финале Ронато Алькано 17-11. Суке выиграл World Pool Masters Tournament в пятый раз в карьере в июне 2006 года. Он представлял команду Европы на Кубке Москони 2006 двенадцатый раз в карьере.

## Достижения в карьере
- 2006

победитель Derby City Classic («Девятка»)
финалист Чемпионата Европы по пулу («Стрейт пул»)
победитель Чемпионата Европы по пулу («Девятка»)
победитель World Pool Masters
финалист Чемпионата мира по пулу («Девятка»)
- 2005 — финалист Чемпионата Европы по пулу («Девятка»)
- 2004

победитель Derby City Classic («Девятка»)
финалист Чемпионата Европы по пулу («Девятка»)
- 2003 — победитель Чемпионата Европы по пулу («Восьмерка»)
- 2002

победитель U.S. Open 9-Ball Championships
победитель World Pool Masters
- 2001 — финалист Чемпионата мира по пулу («Девятка»)
- 2000

победитель Чемпионата Европы по пулу («Восьмерка»)
финалист Чемпионата Европы по пулу («Девятка»)
победитель World Pool Masters
- 1999 — победитель Чемпионата Европы по пулу («Восьмерка»)
- 1998

победитель Чемпионата Европы по пулу («Восьмерка»)
победитель Чемпионата Европы по пулу («Девятка»)
- 1997

финалист Чемпионата Европы по пулу («Восьмерка»)
победитель Чемпионата Европы по пулу («Девятка»)
победитель Чемпионата Европы по пулу («Стрейт пул»)
- 1996

победитель Чемпионата мира по пулу («Девятка»)
финалист Чемпионата Европы по пулу («Восьмерка»)
победитель Чемпионата Европы по пулу («Стрейт пул»)
победитель World Pool Masters
победитель International Challenge of Champions
- 1995

победитель Чемпионата Европы по пулу («Восьмерка»)
победитель Чемпионата Европы по пулу («Девятка»)
победитель Чемпионата Европы по пулу («Стрейт пул»)
- 1994

победитель Чемпионата Европы по пулу («Восьмерка»)
победитель World Pool Masters
- 1993

победитель Чемпионата Европы по пулу («Восьмерка»)
финалист Чемпионата Европы по пулу («Девятка»)
финалист Чемпионата Европы по пулу («Стрейт пул»)
- 1992

победитель Чемпионата Европы по пулу («Восьмерка»)
финалист Чемпионата Европы по пулу («Стрейт пул»)
- 1991 — победитель Чемпионата Европы по пулу («Восьмерка»)
- 1990 — финалист Чемпионата Европы по пулу («Восьмерка»)
- 1989 — победитель Чемпионата Европы по пулу («Восьмерка»)
- Победитель European Pool Master 1994, World Pool Masters (1994, 1996, 2000, 2002);
- Победитель Евротура (1995, 1999, 2001);
- Игрок года в Европе (1989, 1992, 1995);
- 2004 — победитель Derby City Classic («девятка»);
- Чемпион Европы по «14.1» (1995, 1996, 1997), «восьмерке» (1989, 1991, 1992, 1993, 1994, 1995, * 1998, 1999, 2000, 2003), «девятке» (1995, 1997, 1998). Обладатель 9 серебряных и 2 бронзовых европейских наград. С 1989 по 2000 год выходил в финал чемпионата по «восьмерке», в 1995 году стал абсолютным чемпионом Европы, победив во всех трех дисциплинах;
- Чемпион Германии 41 раз;
- Чемпион мира по «девятке» (1996);
- Победитель U.S. Open 14.1 Championship (2000);
- Победитель U.S. Open 9-ball Championship (2002);
- Победитель BCA Open 9-ball Championship (2003);
- 2006 — Победитель Enjoypool.com 9-ball Championship (бывший BCA Open)